# Florian Miładowski
Florian Miładowski, né le 4 mai 1819 à Minsk − mort le 8 juillet 1889 à Bordeaux, est un compositeur, pianiste et pédagogue polonais.